# Dulowa (stacja kolejowa)
Dulowa – przystanek osobowy (dawniej stacja) w miejscowości Dulowa, w województwie małopolskim, w Polsce.

## Ruch pasażerski
| Rok  | Wymiana pasażerska na dobę |
| ---- | -------------------------- |
| 2017 | 100-149                    |
| 2022 | 200-299                    |

Linia kolejowa przez tę miejscowość została otwarta już 13 października 1847, kiedy to pierwszy pociąg prowadzony przez parowóz Kraków przejechał przez wieś (z Krakowa do Mysłowic). Przy stacji istnieją również dawne mieszkalne budynki kolejowe. Obecnie kasa biletowa jest zlikwidowana.
Na przystanku zatrzymują się obecnie autobusy szynowe, obsługujące lokalny ruch na odcinku Katowice / Czechowice-Dziedzice – Kraków.

## Wydarzenia
- 8 marca 1925 – pociąg osobowy relacji Łódź – Kraków najechał na pociąg towarowy, co najmniej jedna osoba zginęła oraz kilka osób zostało rannych[4][5][6].
- 7 lipca 1998 – w okolicach stacji (w stronę Krzeszowic) wykoleiły się dwa z sześciu wagonów pociągu hotelowego relacji Kołobrzeg – Kraków. Ruch na trasie został wstrzymany na kilka godzin. Wykolejone wagony przez parę godzin ściągano z toru. Przyczyną wypadku była nadmierna prędkość (90 km/h zamiast 40 km/h) i gwałtowne hamowanie. Jedna osoba została hospitalizowana.